# Redifusió de ràdio
La redifusió de ràdio permet a estacions de ràdio (normalment de FM) obtenir programació de grans cadenes nacionals, a les quals normalment estan adscrites de forma permanent mitjançant un contracte previ.